# Bückeberg
Bückeberg eller Bückeberge er et mittelgebirgeområde mellem Bad Eilsen og Bad Nenndorf i niedersachsiske Landkreis Schaumburg. Det er op til 367 moh., og er en del af Calenberger Bergland, i Weserbergland.

## Geografi

### Beliggenhed
Bückeberg ligger mellem Harrl og Deister i den nordlige del af Naturpark Weserbergland Schaumburg-Hameln, mellem byerne Stadthagen mod nord, Bad Nenndorf mod nordøst, Lauenau mod øst, Rehren mod syd, Bad Eilsen mod sydvest og Bückeburg og Obernkirchen mod vest

### Topografi og udstrækning
Den fra sydvest mod norøstgående omkring 20 km lange kam, på mellem 200 og 367 meters højde har kun få toppe som Bückeberg (ca. 367moh.), og Großen Karl (301,7 moh.) ved Reinsdorf. Her svinger kammen mod nord, og ender med forbjergene Münchhausener Berg og Heisterberg ved Beckedorf. Mens de flade nordskråninger går over i den Nordtyske Slette, er der mere stejle sydskråninger til Auetal, hvor Bundesautobahn 2 går.

### Bjerge og højder
Bjerge og højder i Bückeberg sorteret efter højde i meter over havet (m)
| - Bückeberg (ca.367 m) - Großer Karl (301,7 m) - Steinberg (260,3 m) | - Münchhausener Berg (185,1 m) - Heisterberg (ca. 170 m) |

### Vandløb
Bückeberg afvandes af talrige bække, der fører til floderne Bückeburger Aue og Rodenberger Aue
| - Hühnerbach - Kalterbach - Krebshäger Bach - Flothbach | - Bornau - Vornhäger Bach - Hessbach - Flahbach | - Salzbach - Riesbach - Tiefersicksbeeke |

### Byer og kommuner
Til byer og kommuner ved Bückeberg hører:
| - Ahnsen - Apelern - Auetal - Bad Eilsen - Bad Nenndorf | - Beckedorf - Bückeburg - Heeßen - Heuerßen - Lauenau | - Nienstädt - Obernkirchen - Rehren - Rodenberg - Stadthagen |

## Geologi
Bückebergs kam består af faste, lyse sandsten, der kaldes Obernkirchener Sandstein, og hører til de bedste sandsten i Europa. Da de bliver sejlet af Weser til Bremen kendes de også under navnet Namen Bremer Sandstein. Den vestlige del af Bückeberg indeholder lersten und stenkul, der tidligere blev udvundet her. I de sydlige egne er der jura-kalk med saltindlejringer. Her findes en saltkilde ved Soldorf.

## Naturbeskyttelse
Mod vest i Heeßer Bergen, ligger det 60 ha store naturschutzgebiet Teufelsbad der blev oprettet i 1975. På højderyggen ligger Landschaftsschutzgebietet Bückeberge på 49,72 km², oprettet i 1985.

## Flora og Fauna
Bückeberg er dækket af blandet bøge og granskov, men der også findes også douglasgran, birk, Ahorn og Avnbøg. Derrudover findes mange plantearter som Dorotealilje, Peberbusk, Gyvel og forskellige Pteridophyta og svampe.
Bückeberg er hjemsted for rådyr, Europæisk Mufflon (de) og vildsvin. Sjældent ses også slørugle, tårnfalk, rød glente, stor hornugle, skovmår og husmår.

## Literatur
- Ernst Andreas Friedrich: Gestaltete Naturdenkmale Niedersachsens, Landbuch-Verlag, Hannover, 1982, ISBN 3-7842-0256-X

## Eksterne kilder og henvisninger
- Jahn-Bergturnfest Bückeberg – Historie, auf jahn-bergturnfest.de

- Als der Böxenwolf sein Unwesen trieb (PDF-Datei; 31 kB), aus Schaumburger Nachrichten (sn-online.de), vom 8. November 2010, S. 24